# ヒガスミ
ヒガスミは、かつて吉本興業（大阪本部）に所属していたお笑いコンビ。2019年結成、2023年解散。NSC大阪校42期生。

## メンバー
とっきょん（1995年9月3日 - ）（29歳）
ボケ担当、立ち位置は向かって左。イメージカラーは黄色。
身長/体重：171cm/82kg
血液型：A型
出身地：大阪府大阪市
趣味：映画鑑賞、競馬、格闘技鑑賞
特技：サッカー（元大阪選抜）
関西学院大学卒業。
解散後は引退し、祖父の経営する会社の正社員となったが、アマチュアコンビ「雨蛙」を結成し、東京で社会人お笑いをしている。
白井 直幸（しらい なおゆき、1995年12月26日 - ）（29歳）
ツッコミ担当、立ち位置は向かって右。イメージカラーは黄緑。
身長/体重：182cm/82kg
血液型：A型
出身地：大阪府松原市
趣味：ラップバトル鑑賞、ボーリング
特技：リフティング
関西学院大学卒業。
解散後は、同期のくまもとゆうき（元播磨エビス）と「白くま」を結成。

## 概略
高校の同級生によって結成。当初は同グループ名にてトリオで活動していたが、2019年にコンビとして再結成。コンビ名の由来は、2人の卒業高校である大阪府立東住吉高等学校の愛称「ヒガスミ」から。
その後NSC大阪校42期生として卒業、大阪を拠点として活動した。
2023年4月23日解散。

## 賞レースでの戦績
- 2019年 M-1グランプリ2019 3回戦進出[5]
- 2020年 M-1グランプリ2020 1回戦敗退[5]
- 2021年 Mildam×よしもと ゲーム実況-1グランプリ　2回戦敗退[6]
- 2021年 M-1グランプリ2021 2回戦進出[5]
- 2022年 M-1グランプリ2022 3回戦進出[5]
- 2022年 第23回新人お笑い尼崎大賞 優秀賞